# Escultura da Grécia arcaica

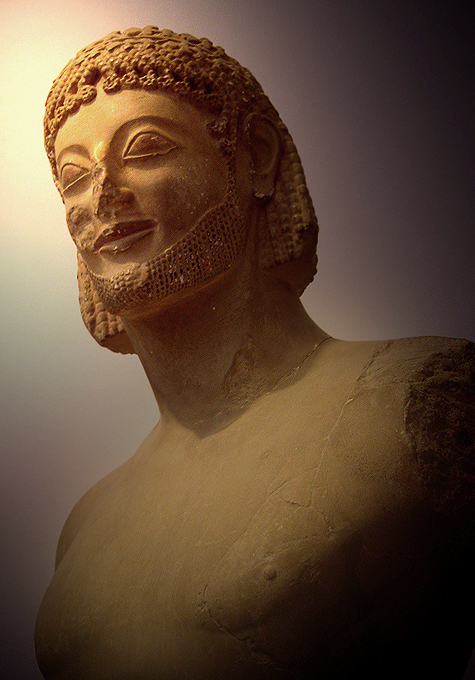
Detalhe do Cavaleiro Rampin, c., Atenas

A escultura da Grécia arcaica representa os primeiros estágios de formação de uma tradição escultórica que se tornou uma das mais significativas em toda história desta arte no ocidente. O período Arcaico da Grécia Antiga é mal delimitado, havendo grande controvérsia entre os estudiosos do assunto. Geralmente se considera que inicia entre 700 e 650 a.C. e encerra entre 500 e 480 a.C., mas alguns indicam uma data bem mais recuada para seu início, 776 a.C., a da primeira Olimpíada. Neste período são lançadas as bases para o surgimento da escultura autônoma de grandes dimensões e da escultura monumental de decoração de edifícios. Essa evolução dependeu em suas origens da influência oriental e egípcia, mas logo adquiriu um caráter peculiar e original.
Durante muito tempo considerado um mero prelúdio para o Classicismo, hoje o período Arcaico é visto como um momento de intensa atividade intelectual, política e artística, durante o qual foram feitas conquistas decisivas para a consolidação da cultura grega como um todo, e a escultura que o representa possui grandes méritos próprios, sendo veículo de significados específicos e fundamentais para a sociedade de onde nasceu por meio do desenvolvimento de formas únicas.
Iniciando a partir de bases pouco auspiciosas, a escultura do período Arcaico, em suas etapas finais, alcançou elevados patamares de qualidade estética e complexidade formal, sinalizando a passagem de uma cultura praticamente anicônica para outra onde a visualidade e a figuração se tornaram predominantes, deixando amplo e seminal repertório de tipos e modos representativos, com a figura humana em situação privilegiada.

## Antecedentes
Há evidências de presença humana na região hoje conhecida como a Grécia — incluindo a porção continental e as ilhas — desde o Paleolítico, e nesses tempos primitivos seus artefatos se resumiam a ferramentas e armas simples em pedra e osso, e cerâmicas. Na Idade do Bronze já havia culturas de considerável florescimento artístico e cultural, as chamadas civilizações egeias, compreendendo as culturas Minoica, Cicládica e Micênica. Da civilização das ilhas Cíclades sobrevivem estatuetas em mármore e alabastro, algumas chegando a grandes dimensões, em sua maioria representando deidades femininas de braços cruzados junto ao peito, mas existindo exemplares masculinos e outros em posições diversas, peças se tornaram famosas e colecionadas com avidez por suas formas altamente estilizadas que lembram um pouco a escultura moderna. Mas exatamente esse grande interesse causou sérios problemas para a pesquisa arqueológica. Somente cerca de 10% das esculturas cicládicas hoje conhecidas têm procedência comprovada, e suspeita-se que o restante possa ser falsificações recentes, insegurança que complica a descrição e o estudo das funções e significados desta produção. Algumas peças apresentam vestígios de pigmento, indicando que em épocas remotas já se havia estabelecido a prática de pintura de superfície das esculturas, que seria continuada ao longo de toda a história da escultura na Grécia Antiga.

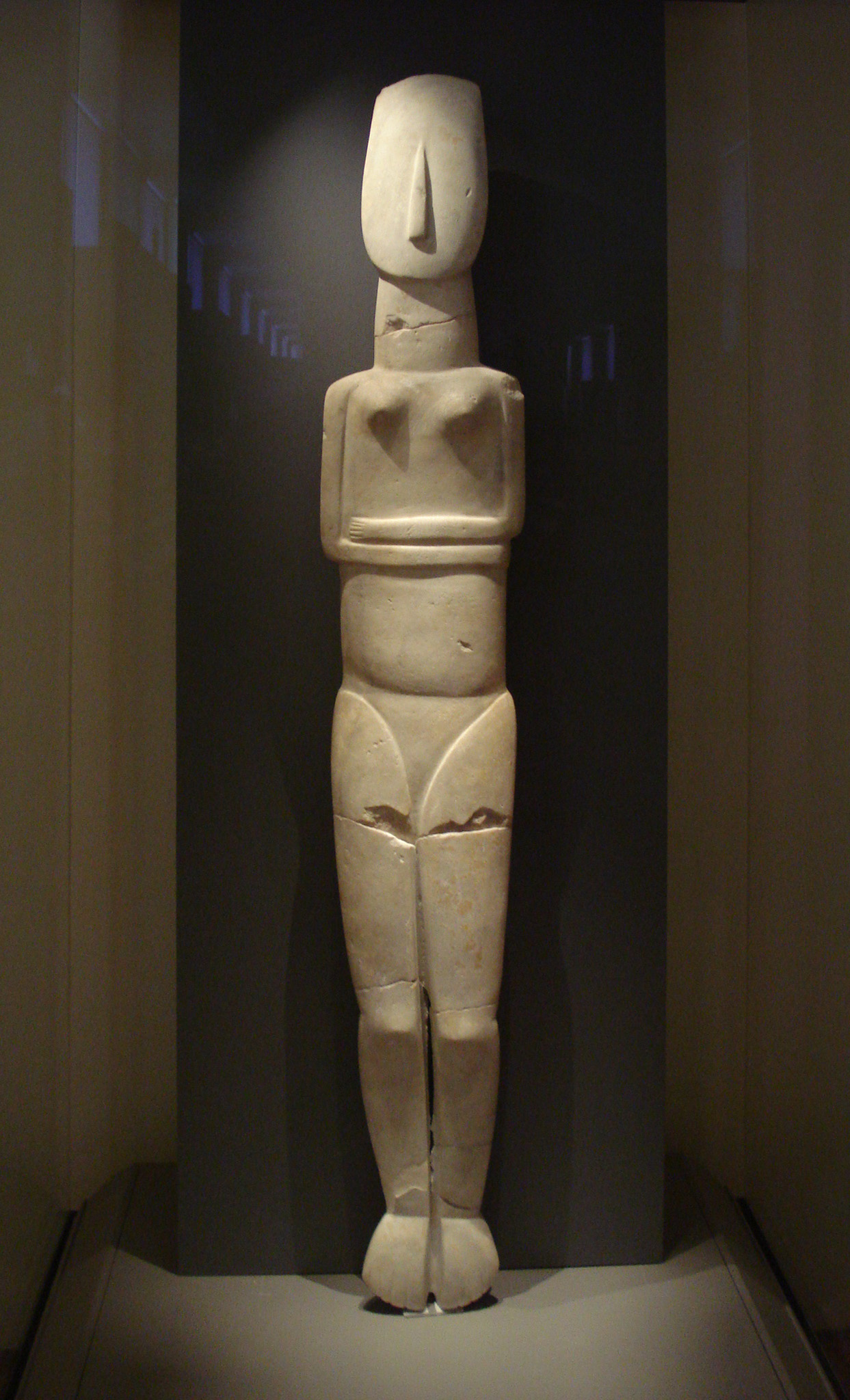
Ídolo cicládico, c. -

Mais ou menos contemporânea à cultura Cicládica foi a cultura minoica, florescendo em Creta. O que chegou a nós de sua escultura são estatuetas de pequenas dimensões, das quais são célebres a Deusa com Serpentes, em faiança, encontrada com sua policromia intacta no palácio real de Cnossos, e o Jovem de Palecastro, em marfim, ouro, pedra e cristal de rocha, mas é possível que se tenham produzido também obras maiores em madeira. Suas formas são bastante mais elaboradas e naturalistas que as cicládicas, mas apresentam a mesma tendência à frontalidade. Na escultura em bronze os minoicos mostraram grande competência, tendo desenvolvido a técnica da cera perdida, e o período é sobremaneira importante porque nele se consolidou toda uma mítica em torno do processo criativo, personificada nas figuras do deus Hefesto, o artífice magistral, e de Dédalo, um personagem semilendário a quem se atribuiu a invenção da arte da escultura e poderes mágicos de animação de estátuas, e cuja origem parece ter sido oriental. A localização de Dédalo nesta época, contudo, parece ser uma elaboração bem posterior da tradição, e é mais plausível que ele tenha sido um escultor do século VII a.C., se é que existiu de fato. Estudos recentes têm apontado ainda a possibilidade de terem havido dois Dédalos: um arquiteto-construtor minoico, e outro um escultor do período Arcaico inicial ou Orientalizante, também chamado por vezes Dedálico em sua homenagem.
Mais tarde, aparece a Civilização Micênica no continente, que deixou testemunhos materiais de grande importância em imponentes edificações em pedra e artefatos sofisticados em ouro, encontrados especialmente em Tirinto, Argos, Troia e Micenas. A arquitetura palaciana remanescente nesses sítios arqueológicos demonstra um grau avançado de habilidade no manejo da pedra, e seu esquema construtivo deu mais tarde origem ao projeto do templo grego. Em Micenas existem alguns dos primeiros exemplos de escultura arquitetural da Grécia, particularmente bem conseguida no Portal dos Leões, onde dois leões estilizados, de linhas limpas e vigorosas, se postam simetricamente sobre o lintel da entrada do palácio. O Portal dos Leões, contudo, por suas grandes dimensões, é uma exceção, assim como uma cabeça de mulher em terracota policroma que pode ser parte de um dos mais antigos exemplos de estatuária de culto em tamanho natural encontrados da Grécia. Os demais achados micênicos em geral são peças diminutas em terracota. Dada a escassez de evidências mais completas, é difícil estabelecer generalizações sobre a prática de escultura entre eles, e apesar de sua habilidade com os metais, especialmente os preciosos, louvada por Homero em vívidas descrições, não sobrevive nenhuma relíquia escultural em bronze desse período.

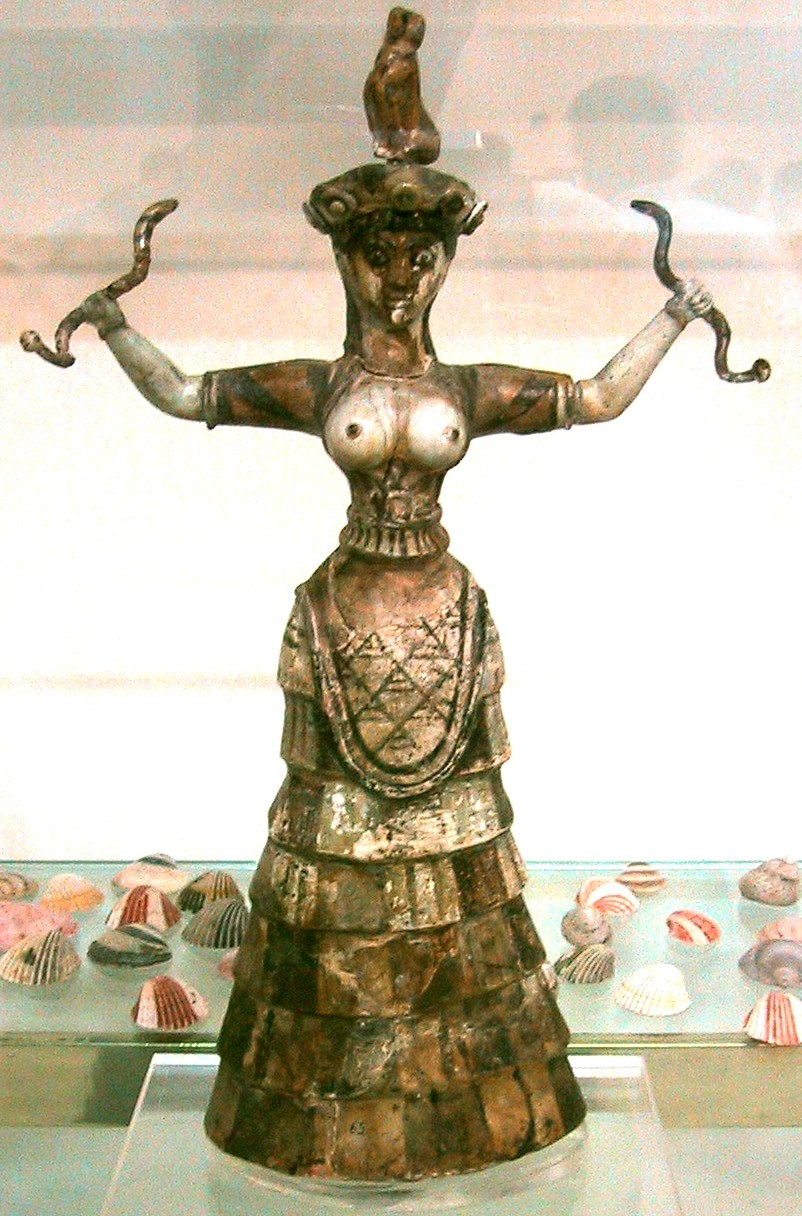
Deusa com Serpentes, c. 1 600 a.C., Creta
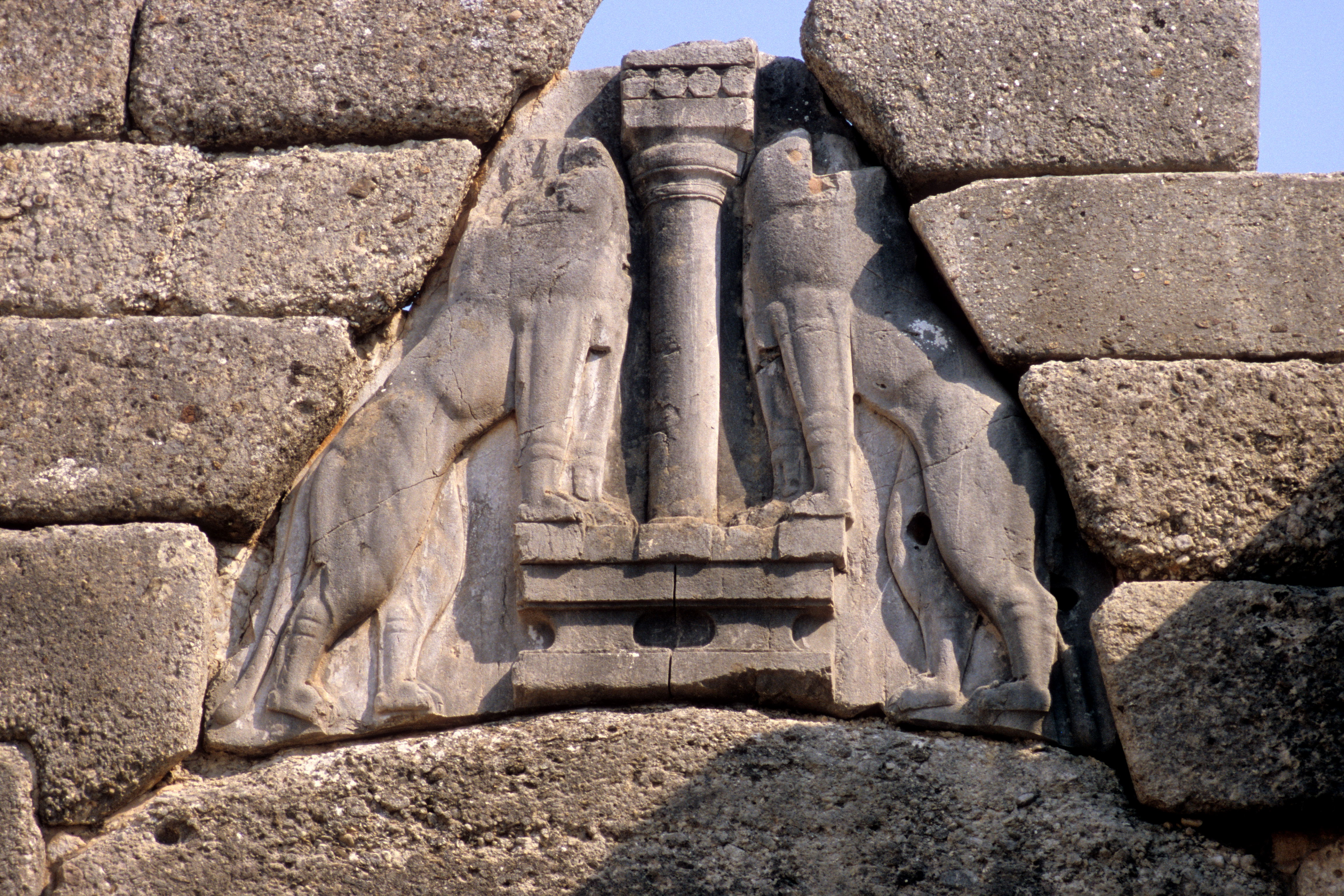
Portal dos Leões, c. 1 300 a.C., Micenas
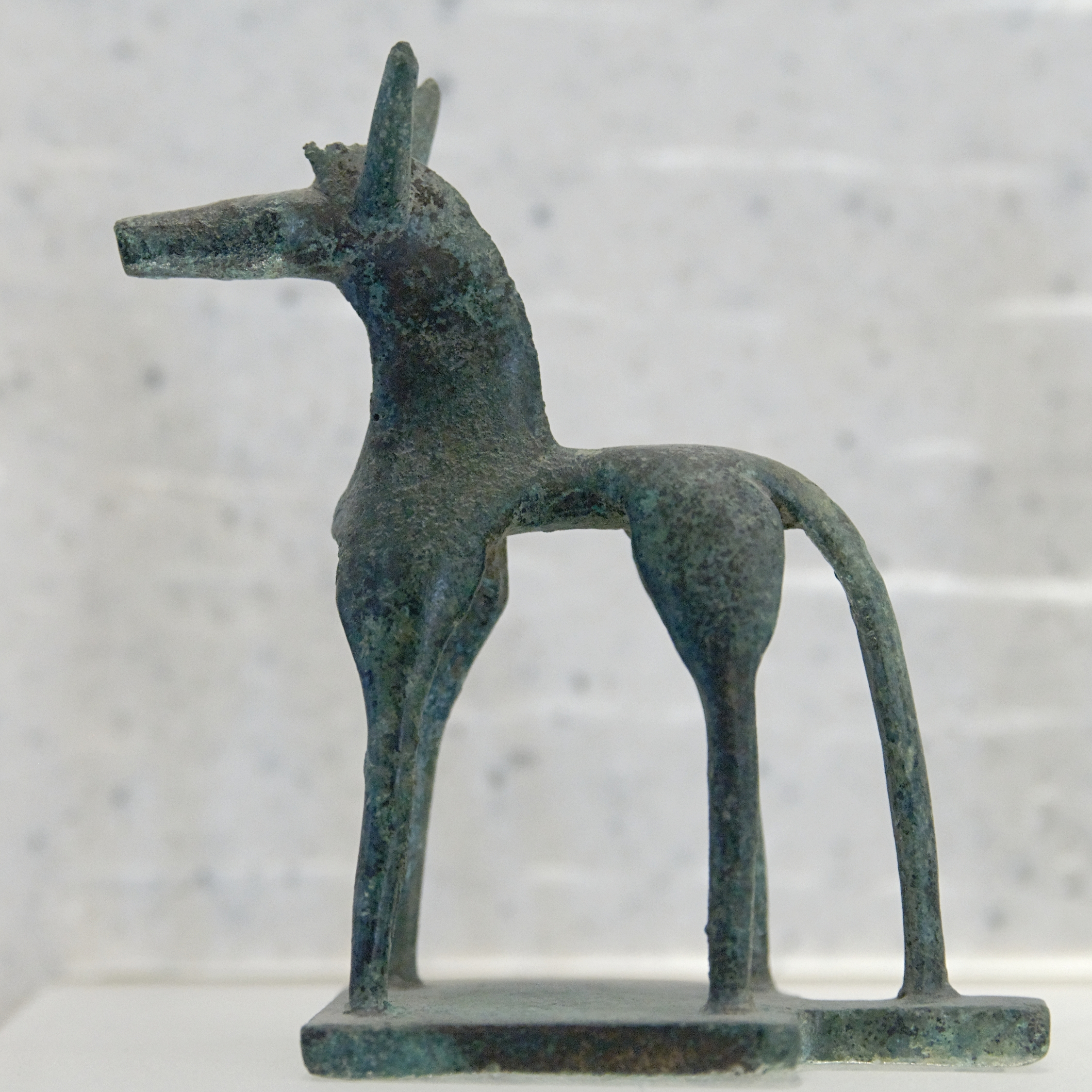
Cavalo do período Geométrico, c. 775-600 a.C., Olímpia
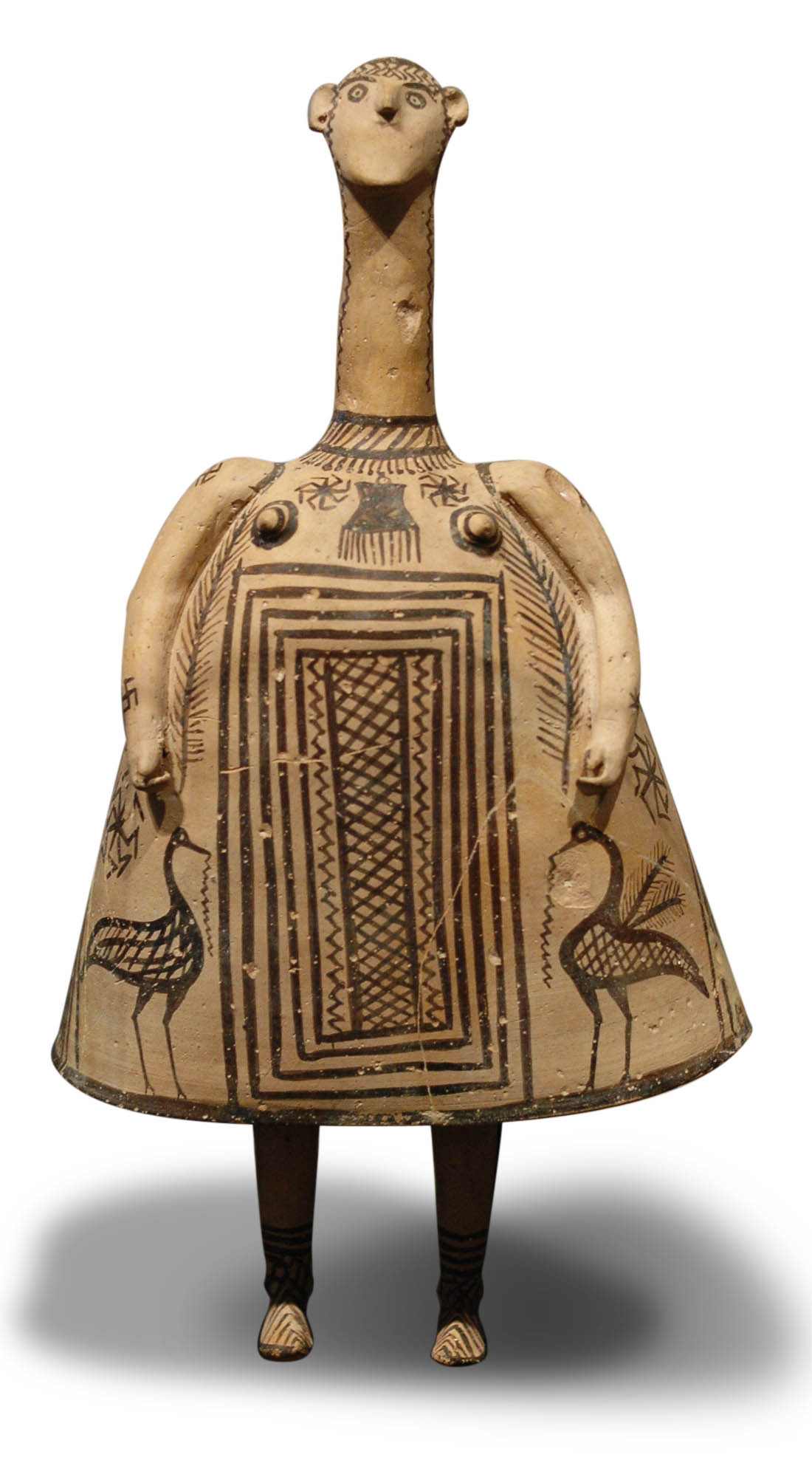
Ídolo do período Geométrico tardio, Tebas

No final do II milênio a.C., porém, todas essas culturas haviam sucumbido, iniciando o que se chamou de Idade das Trevas. Por razões ainda não completamente elucidadas a população local declinou drasticamente, a economia entrou em colapso, a escrita deixou de ser praticada, as artes regrediram e o repertório de representação figurativa desapareceu quase por completo. Somente depois de meados do século VIII a.C. acontece um progressivo rearranjo social, incorporando invasores dos Bálcãs e o remanescente dos povos autóctones, que possibilitaria um ressurgimento cultural que doravante não conheceria interrupção até a conquista da Grécia pelos romanos no século II a.C.
Um período ainda antecede o Arcaico propriamente dito, o Geométrico, no qual gradualmente se restabelece a representação figurativa, numa fundação quase inteiramente nova da linguagem visual. Sua escultura provavelmente foi influenciada pela arte dos povos invasores, que trouxeram consigo uma tendência analítica de concepção das obras em seções distintas e em formas essenciais, sendo quase apenas silhuetas — um triângulo para o torso, um círculo para a cabeça, e assim por diante. Os bronzes geométricos mais antigos são muito achatados, e parecem ter sido criados como recortes de placas do metal, e mostram traços rústicos. Peças em terracota mostram uma volumetria mais completa. Os bronzes mais recentes são similares nesse ponto, acompanhando o desenvolvimento da técnica de fundição, e o espaço começa a ser mais explorado através de peças representando carruagens e composições de grupos. No caso das figuras humanas, as distinções de gênero são esquemáticas: os homens estão nus e as mulheres vestidas; quando nos raros casos em que elas estão nuas, apresentam seios mas não genitais.

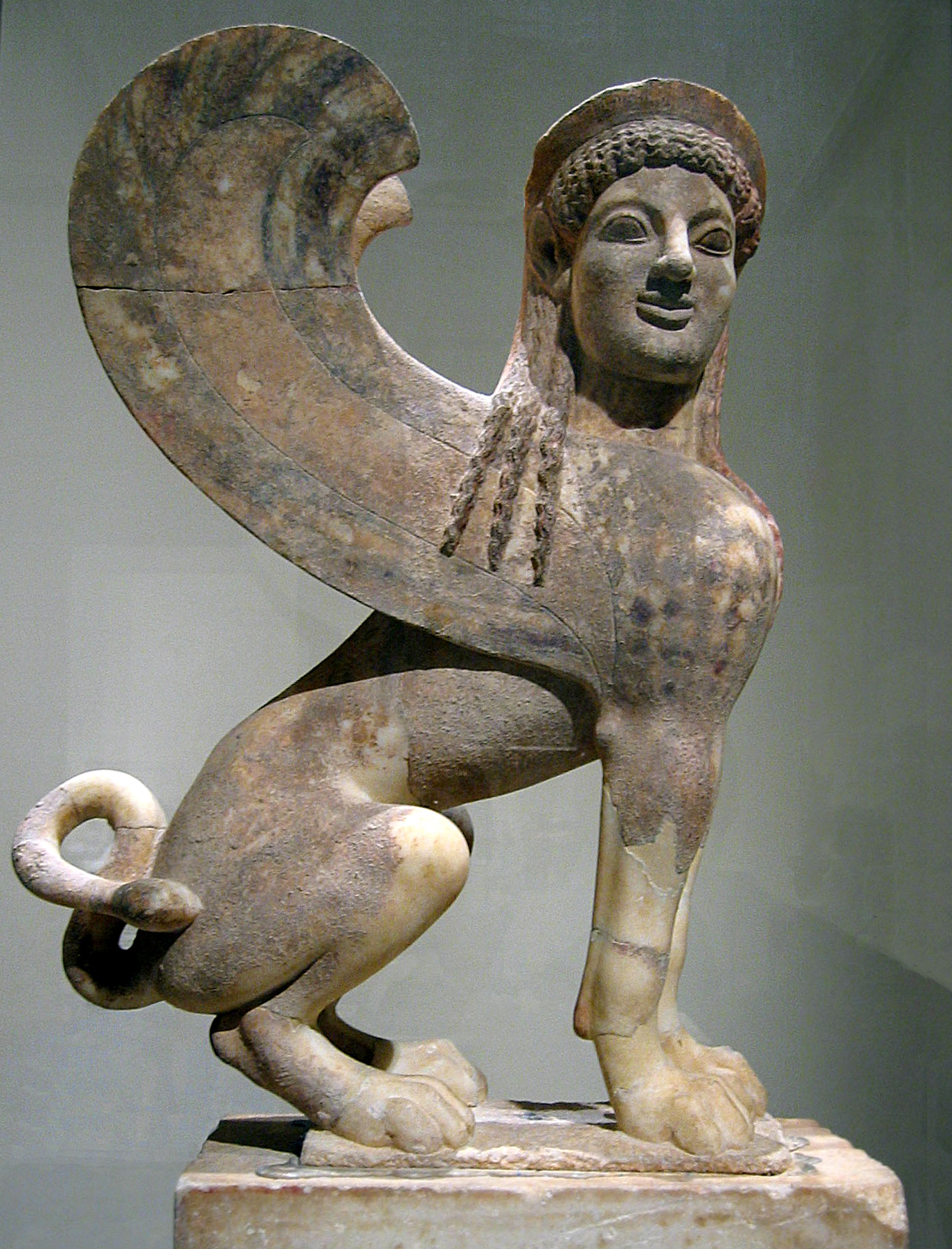
Esfinge, c., Ática

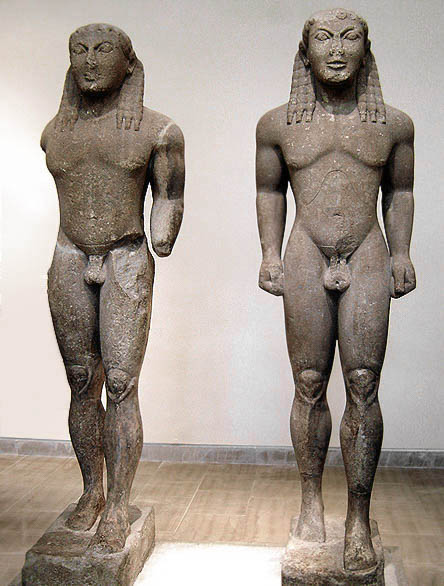
Cleobis e Bitão, Museu Arqueológico de Delfos, Polímedes de Argos, c.

## O período Arcaico
A Grécia do período Arcaico experimentava uma rápida recuperação depois do hiato da Idade das Trevas e do primeiro renascimento cultural do século VIII a.C. Desenvolvia-se então uma nova forma de governo, estruturada na cidade-estado, a pólis, a economia se fortalecia e se iniciou um movimento de ampla expansão colonial, incrementando o comércio com povos de uma vasta região na orla do Mediterrâneo e do Mar Negro, criando um sentimento de unidade e força cultural que disseminava a cultura helênica em todo esse território, uma cultura que confraternizava e se consagrava nos Jogos Pan-helênicos, realizados na metrópole. A literatura ressurgia e encontrava seus primeiros grandes expoentes em Hesíodo e Homero, e a filosofia pesquisava novas formas de entendimento do mundo e do homem sob uma óptica racionalista, em que as explicações sobrenaturais para os fenômenos da natureza eram abandonadas em busca de causas mais científicas.
O processo de formação da cidade-estado exigiu uma organização social mais consistente do que a mantida nas antigas vilas, povoados e demos dispersos, que funcionavam sob a direção de um líder, rei ou magistrado principal, o basileu, e para que se consolidasse essa nova união política foi preciso que o poder centralizado se dividisse entre um grupo de aristocratas, auxiliado por burocratas, numa partilha de responsabilidades que lançou as primeiras bases da futura democracia. O modelo da pólis não foi adotado uniformemente em toda a Grécia: encontram-se variações, e certas regiões continuaram a ser governadas da forma antiga até data tardia, mas a pólis representa afinal o sistema mais avançado e eficiente da época, gerindo melhor o rápido crescimento populacional, a expansão comercial e colonial, os recursos produtivos e as relações políticas e militares entre os vários Estados. Foi nela também que aconteceram os progressos artísticos mais importantes. A transferência do poder para a assembleia de aristocratas hereditários, que detinham a maior parte das riquezas e possuíam a maior parte das terras, naturalmente fez com que os princípios desta classe se tornassem dominantes, ao mesmo tempo em que eles se preocupavam em manter o status quo através de métodos despóticos de exploração das classes mais baixas. No século VI a.C. o poder dessa oligarquia começou a ser dissolvido com a ascensão dos tiranos, com a assimilação ao governo de famílias de pequenos proprietários alheias ao círculo dos aristocratas latifundiários, e com o surgimento de uma classe média autossuficiente que sobrevivia e começava a enriquecer por meio do comércio, estratos sociais que se justificavam moralmente defendendo o valor do trabalho, considerado uma forma válida de obter os prêmios que Homero julgava reservados aos heróis: riqueza, glória e o favor dos deuses.
O contexto social estava, pois, reestruturado, e propício para uma restauração plena da atividade cultural, fomentada por uma classe dominante rica e culta, que debatia filosofia e literatura no simpósio, interessava-se grandemente por arte, praticava o mecenato e permitia aos artistas liberdade para a pesquisa formal, adaptando a influência da arte do oriente para o contexto diferenciado da pólis, uma liberdade que foi essencial para um preenchimento socialmente significativo do vácuo artístico da Era das Trevas. Então, a partir de fins do século VIII a.C., quando se inicia o período Arcaico, acontece uma verdadeira explosão figurativa, depois de sua virtual extinção na fase anterior. Supõe-se que a ressurgência da escrita foi impulsionada por um desejo de se fixar na memória coletiva os feitos heroicos do passado e as tradições religiosas, numa fase em que as relações entre passado e presente se tornaram centrais para a cultura, lendo os mitos como fontes de instrução para a solução de problemas novos do cotidiano. A temática dos poetas arcaicos girava em torno disso, assim como foi um motivo inspirador para a pintura de vasos e para a escultura. É preciso lembrar ainda que se são evidentes vários traços genéricos na cultura arcaica - e este resumo trabalha neste sentido - nenhuma das várias regiões da Grécia neste período pode ser considerada típica e totalmente representativa, e deve-se assinalar que a evolução artística e cultural da chamada "Grécia" de então aconteceu mormente no centro-sul, onde floresceu o modelo da pólis, enquanto que o norte continuava comparativamente subdesenvolvido e vivendo no regime das antigas tribos e clãs, os ethnos.

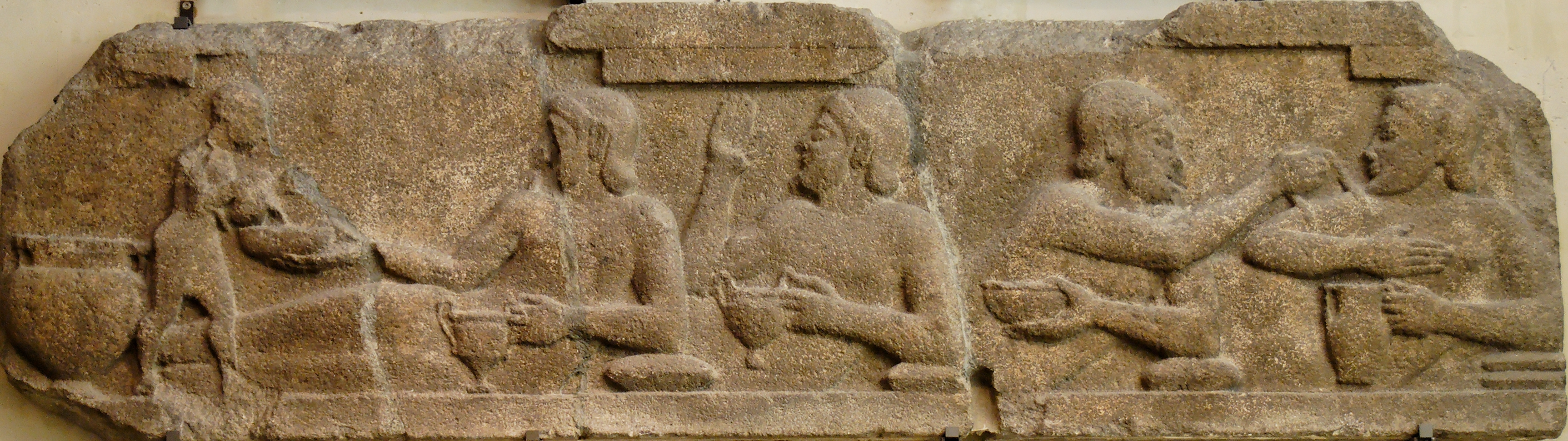
Cena de simpósio, c., Assos

### Kourosekore
Estilisticamente o período Arcaico se inicia com uma fase chamada Dedálica ou Orientalizante que, como este nome sugere, trai o influxo de elementos do oriente. De lá os artífices gregos aprenderam a produzir relevos de terracota em série a partir de moldes, uma prática que definiu soluções formais estereotipadas para a representação da figura humana que se tornariam a base para a organização também da estatuária de vulto completo. O esquema dessas obras era rigorosamente padronizado, homogeneizando toda a produção de escultura figurativa e eliminando todos os traços de liberdade criativa e naturalismo encontrados nas estatuetas dos tempos das culturas egeias. Os corpos assumem uma postura hierática, em posição frontalizada, os braços caídos junto ao corpo ou um deles dobrado junto ao peito, uma perna em avanço sugerindo movimento, com longos cabelos cacheados e expressão facial fixa num esboço de sorriso. Seguindo o exemplo dos bronzes geométricos, os homens estão nus e as mulheres, vestidas com trajes elaborados. Essa tipologia, conhecida como kouros no caso masculino, e kore no feminino, foi a mais importante durante o período Arcaico. Parece ter derivado de estatuetas cicládicas, e se consolidaria definitivamente a partir de c. 650 a.C., adquirindo uma dimensão monumental possivelmente inspirada no exemplo da estatuária egípcia, conhecida pelos gregos que ali estabeleceram algumas colônias e por viajantes.

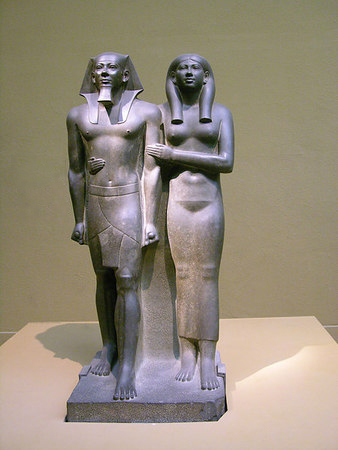
Estátua egípcia de Miquerinos e Khamerernebti II, IV dinastia

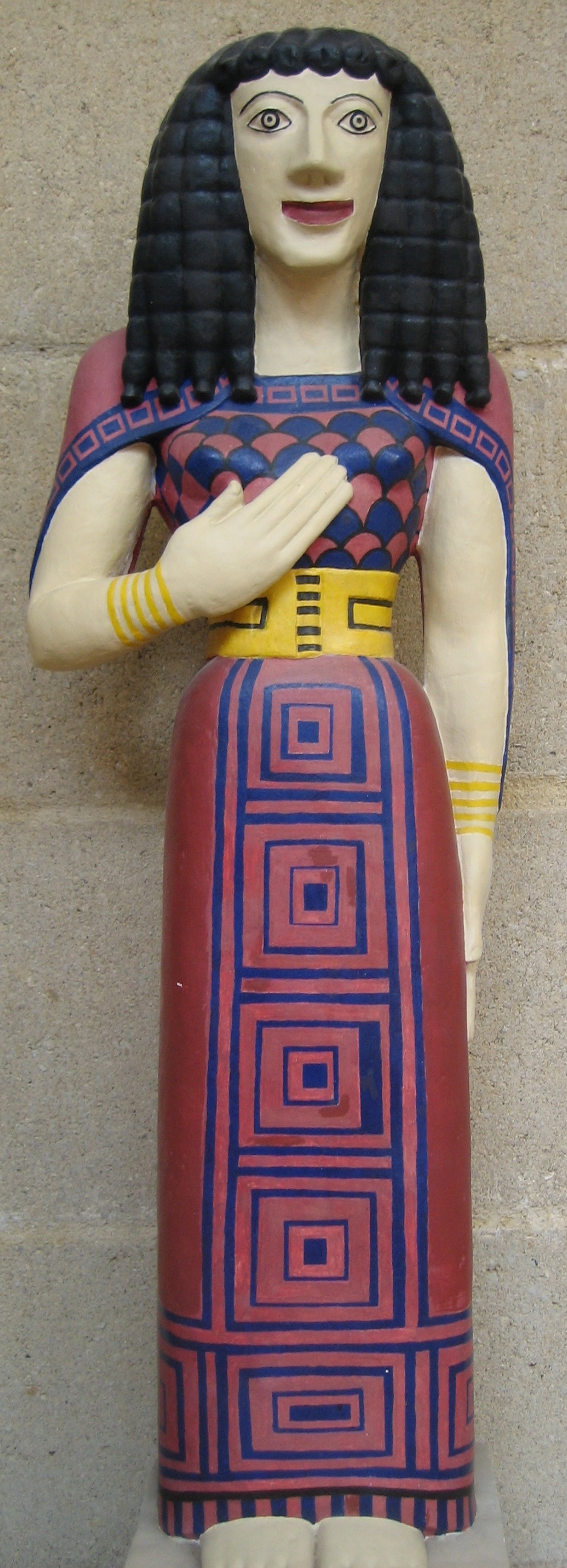
A Dama de Auxerre, kore do período Dedálico, c., Creta. Cópia moderna com a policromia reconstituída

A influência egípcia é às vezes contestada ou minimizada, mas a semelhança aparente é óbvia, e estudos modernos têm encontrado consistente identidade entre as proporções de grande parte dos kouroi com o Segundo Cânone da XXVI dinastia egípcia, um cânone que com pequenas variações era praticamente o mesmo que vinha sendo usado deste o tempo das grandes pirâmides há milênios. Essa identidade formal confirma uma referência que havia sido feita por Diodoro, ainda que o modelo estrangeiro tenha sido adaptado em vários pontos, principalmente no que tange ao figurino e às bases de apoio estrutural.
Os kouroi e korai são encontrados em bronze, terracota e marfim, mas de longe o mais usual é a pedra. Suas dimensões também variam, passando das pequenas estatuetas até gigantes como os kouroi de Delos e Samos, e os colossos inacabados de Naxos, os maiores podendo chegar perto dos 10 m. Seu tamanho costumeiro, porém, é a dimensão humana ou pouco menor. Serviam para diversas funções, como estátuas de culto, ex-votos, monumentos celebratórios de atletas e marcos fúnebres. A cronologia das obras é incerta e as datas são geralmente aproximativas, pois a evolução da forma é bastante homogênea em toda a Grécia, sem a emergência de escolas regionais significativamente diferenciadas, e todas as inovações são adotadas com rapidez por todos os centros produtores.
O kouros é especialmente importante pela sua nudez, oferecendo um terreno livre para a pesquisa da anatomia humana. Mas ainda que essa anatomia tenha partido de traços bastante rudes e elementares no início do período, e chegado a um considerável grau de naturalismo na transição para o período Severo, sua representação é cheia de convencionalismo e pensada em termos de planos e linhas abstratas. Em nenhum momento parece ter havido a preocupação de se estabelecer uma verdadeira semelhança com a natureza no sentido de um retrato. Os kouroi não são retratos, mas representações genéricas e simbólicas, e a sua própria indiferenciação os capacitou a preencher vários nichos funcionais na cultura arcaica. Essa impessoalidade se explica, segundo a opinião de Jeffrey Hurwit, porque no mundo arcaico o principal objetivo do escultor era oferecer uma peça convincente, e não realista, pois o impulso mais constante e premente dessa arte "era formalizar, definir padrões gerais, recriar a natureza de uma forma inteligível", consistente com os princípios formalistas e hierarquizados da culta aristocracia que encomendava estas obras. Nesse sentido os kouroi são emblemas do conservadorismo, pois se no detalhe mostraram nítidas mudanças ao longo dos quase dois séculos de prevalência do tipo, o modelo geral não sofreu alteração significativa.

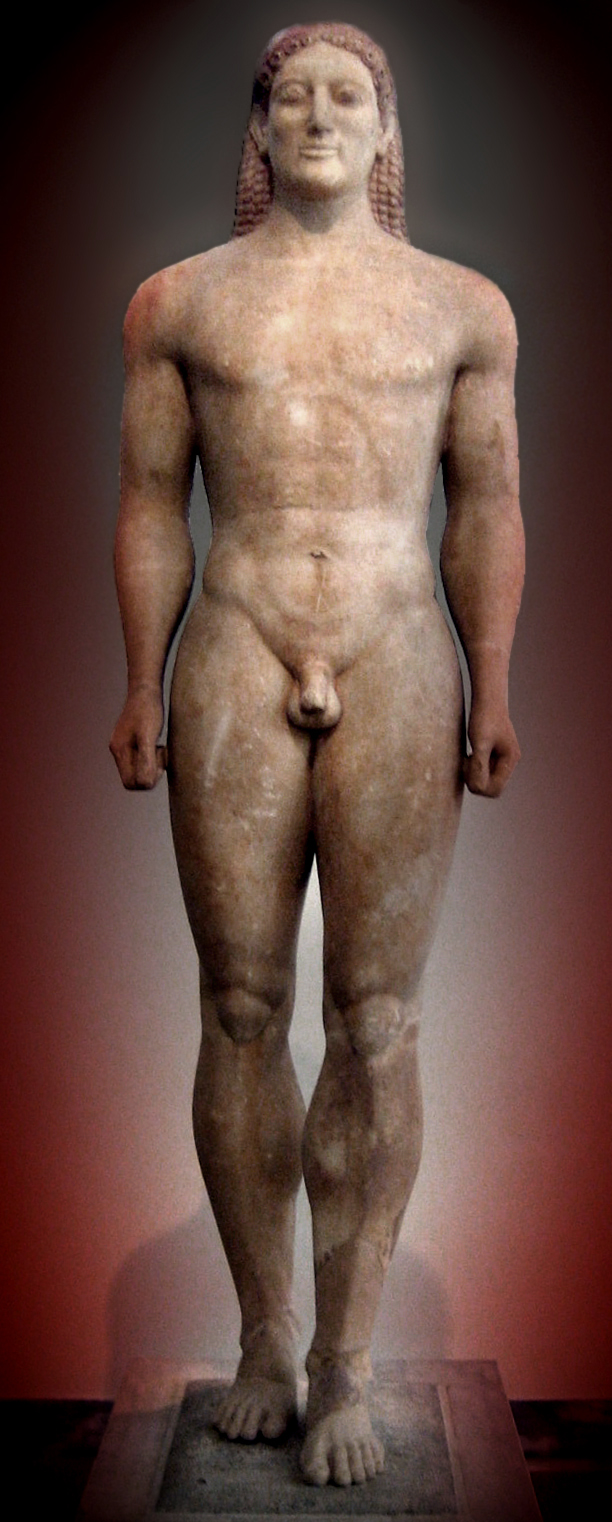
Kouros Kroisos, c., Anavissos

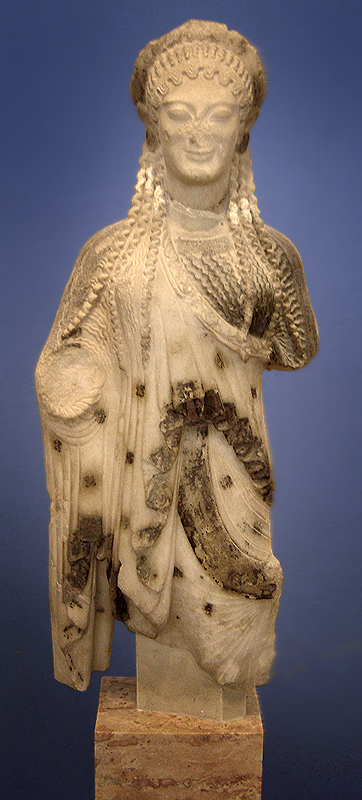
Uma kore ricamente ataviada

Ao mesmo tempo, o kouros nu se tornou uma tipologia significativa porque a nudez pública do guerreiro e do atleta se tornava socialmente aceita em certas situações, e se iniciava uma identificação entre beleza física e a coleção de valores morais conhecida como aretê, num conceito amplo chamado kalokagathia. Quando um atleta vencia uma disputa nos Jogos, o maior dos congraçamentos helênicos, sua consagração era revestida de um sentido transcendente e elevava o homem ao nível do divino, evocando, como se lê em Píndaro, as façanhas dos deuses e heróis. As qualidades físicas do atleta — a força, a agilidade, a habilidade, a graça e a beleza — eram explicitadas em sua nudez, mas se lhe atribuíam valores eminentemente religiosos, cívicos e éticos. Assim a nudez passou a se tornar um motivo artístico em si, tornando visíveis virtudes espirituais e morais e formando uma tipologia artística de longa descendência, a da nudez heroica. Da mesma forma que o rosto horrendo da Górgona instalado na fachada de muitos templos inspirava o temor sagrado no devoto, a pujança e beleza corporais e o sorriso do kouros remetiam à charis, a graça divina. As mesmas qualidades eram relembradas ao espectador quando o kouros cumpria a função de memento fúnebre ou oferta votiva.
Os kouroi mais antigos foram interpretados pelos arqueólogos como imagens de Apolo, um deus fortemente associado com a beleza e a juventude. Essa teoria foi fortalecida com o achado de um enorme grupo de cerca de 120 estátuas num único sítio arqueológico, significativamente o santuário de Apolo Ptöos na Beócia. Mas embora em muitos casos essa associação possa ser válida, muitos kouroi foram encontrados em outros contextos e dedicados a outros deuses. De todo modo seu tipo é claramente apolíneo, ilustra um ideal de juventude e beleza, e por isso também é lícito supor que pelo menos em parte eram representações eróticas, pois além de Apolo ter mantido no mito vários relacionamentos homossexuais, as estátuas trazem os traços desejáveis num homem de então — ombros largos, nádegas e coxas fortes, cintura fina e pênis pequeno — numa sociedade dominada por homens que institucionalizara a pederastia como prática honrosa, imbuída de valores educativos.
No caso das korai o protótipo é mais variado. Estão sempre vestidas, mas suas posições transitam da imobilidade ritual até imagens que sugerem dançarinas em ação. Muitas delas portam oferendas. A representação dos vestidos e de penteados sofisticados oferecia ainda um outro campo para o escultor encontrar soluções decorativas diversificadas e múltiplos tratamentos de superfície, explorando grafismos, texturas e efeitos de transparência. Ao passo que os kouroi ilustram as concepções e ideais do mundo masculino, as korai oferecem um sensível retrato dos valores prezados nas mulheres da sociedade arcaica — bom gosto revelado no uso de vestuário, jóias e penteados sofisticados, e juventude, beleza e saúde como símbolos da capacidade de geração de filhos — e também indicavam indiretamente a riqueza do homem a quem estavam associadas, dando uma medida do que ela era e de como era vista em seu grupo. Há uma corrente moderna que se inclina para ler as korai como objetos de desejo sexual, mas para Hurwit suas prováveis funções principais como oferendas e imagens de culto não apóia essa hipótese.
Por outro lado, as korai parecem ter desempenhado um papel único como instrumentos de consolidação de laços sociais quando eram oferecidas como presentes. Amiúde elas trazem inscrições que as descrevem como agalmata, uma palavra que no Classicismo significava simplesmente uma estátua de um deus, mas que no período Arcaico tinha conotações muito mais amplas, e estava associada a conceitos de abundância, riqueza e status, inserindo as estátuas numa rede de trocas simbólicas e materiais entre os homens que mobilizava poderes sagrados e profanos e estabelecia fortes vínculos de dependência interpessoal. Em suma, uma kore era uma posse material, mas seu valor não podia ser estimado em termos monetários, e se indiretamente apontava a mulher como um objeto ou instrumento numa cultura masculina, ao mesmo tempo a instalava em um alto patamar, sendo considerada uma fonte de prestígio e detendo muitos privilégios. Apenas um kouros foi encontrado como uma dedicação que o descreve como agalma. As korai também são interpretadas de forma diversa dos kouroi quando são usadas como marcos fúnebres. Trazendo uma oferenda na mão, forçam um engajamento visual com o espectador num sentido de troca, de diálogo, coisa que não acontece com os kouroi, e, segundo Robin Osborne, essa característica da kore indica que a mulher era de fato o eixo, a substância e a principal interlocutora em todo universo de trocas do mundo arcaico masculino.

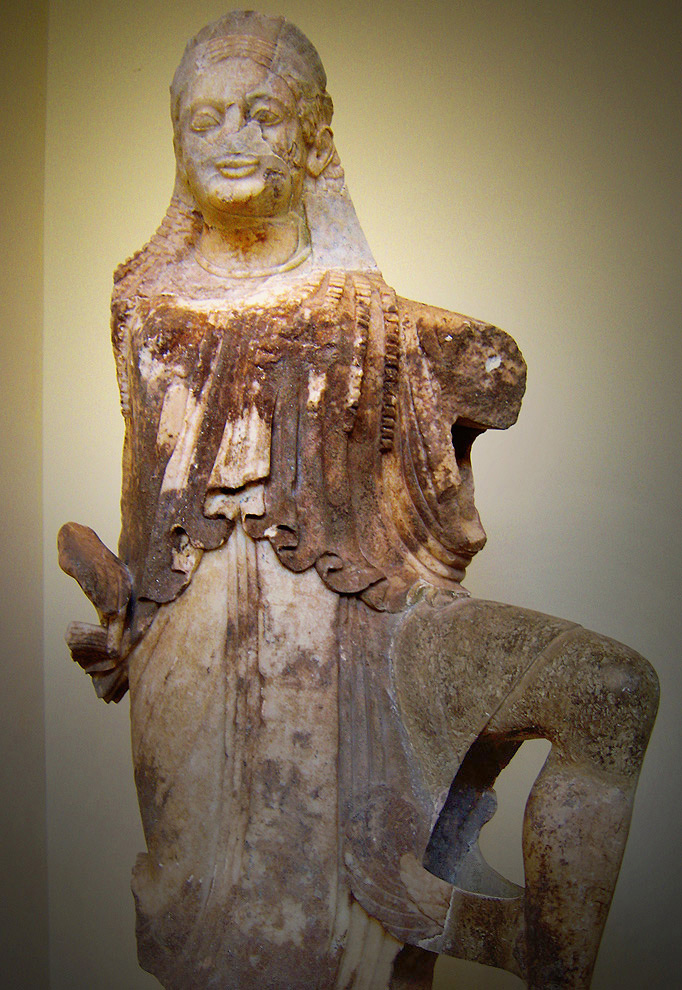
Kore dançarina. Museu Arqueológico de Delfos
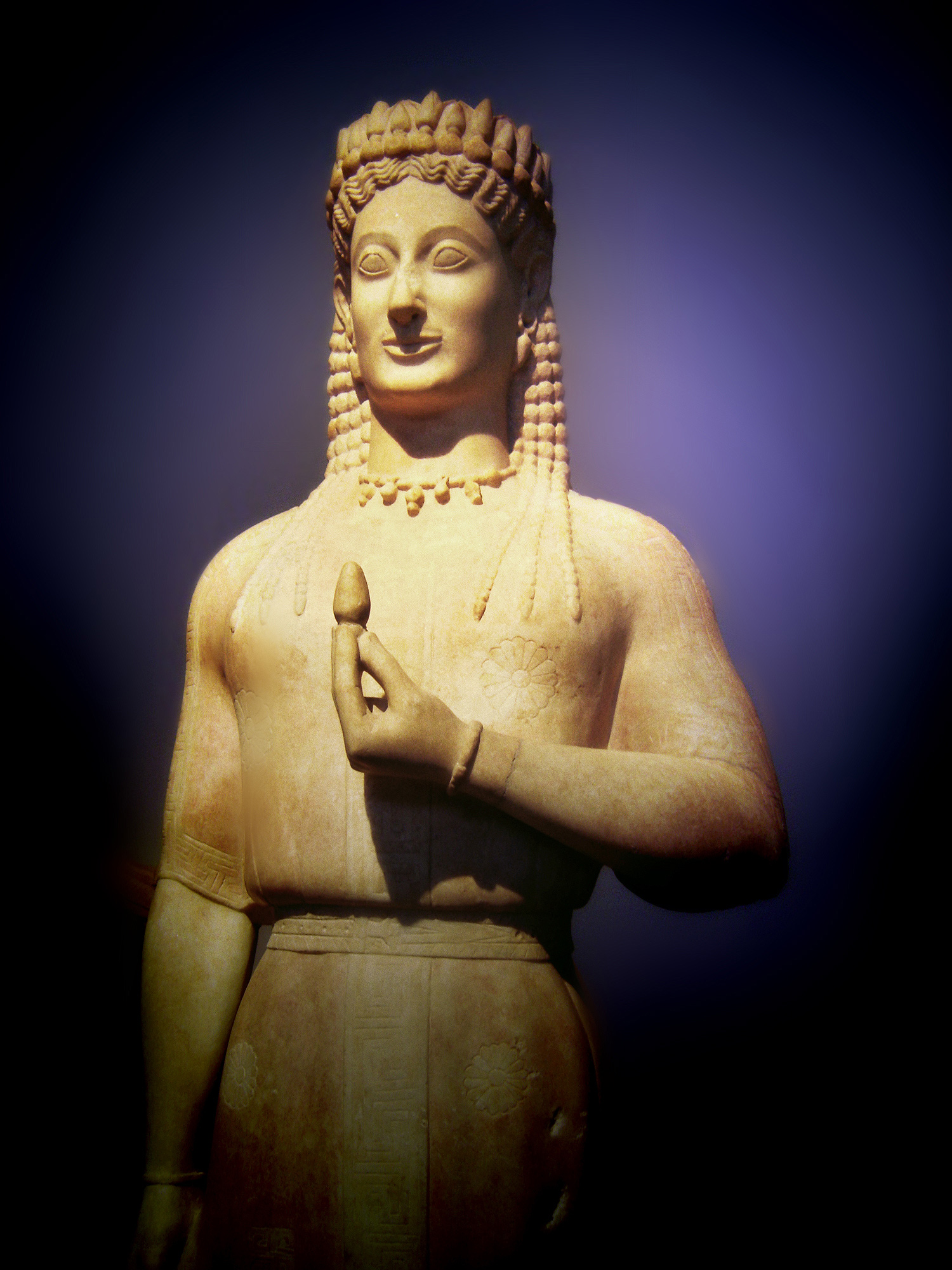
Kore Phrasikleia, c. 540 a.C., Atenas
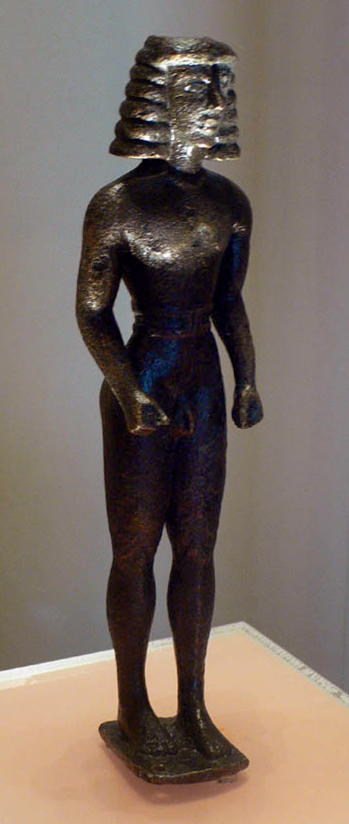
Estatueta de kouros, c. 620 a.C., Creta
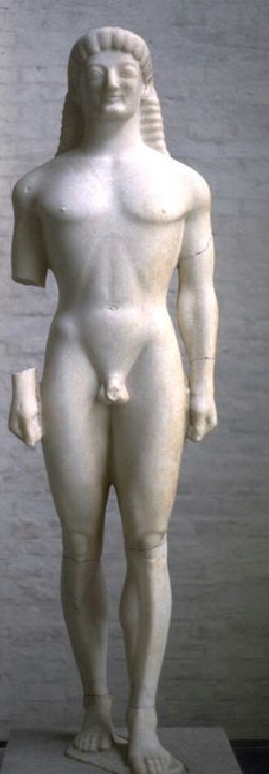
O afamado Apolo de Tenea, um kouros de ca. 560–550 a.C.

### Decoração arquitetural
Como já foi citado em parágrafos acima, em tempos anteriores ao Arcaico verificou-se um uso apenas esparso da escultura na decoração de edifícios. Mas neste período se estabeleceram as ordens arquitetônicas, que redefiniram a concepção do templo e o levaram a uma dimensão monumental, sem precedentes na história da arquitetura grega, e a escultura decorativa se tornou muito mais frequente e extraordinariamente importante, tanto pelo vulto das composições que se criaram como por terem representado um campo de pesquisa formal muito mais livre do que as tipologias fixas do kouros e da kore. O novo templo grego deu origem a cenas grupais de um cunho marcadamente narrativo, inédito em seu tempo, favoreceu a pesquisa anatômica e cinesiológica, criou novos desafios para a concepção de conjuntos, estimulou a exploração de efeitos de luz e sombra e fez de seus escultores os fundadores de uma maneira original de entender a plasticidade e a representação. Socialmente, a importância da decoração figural nos edifícios sacros estava ligada ao caráter numinoso do ambiente. Os frisos mostrando procissões e festivais religiosos, as cenas mitológicas, as imagens dos deuses e as criaturas fantásticas, criavam em conjunto uma atmosfera ritual particular, diferente da do mundo profano, que sensibilizava profundamente o frequentador e o preparava psicologicamente para o culto divino.

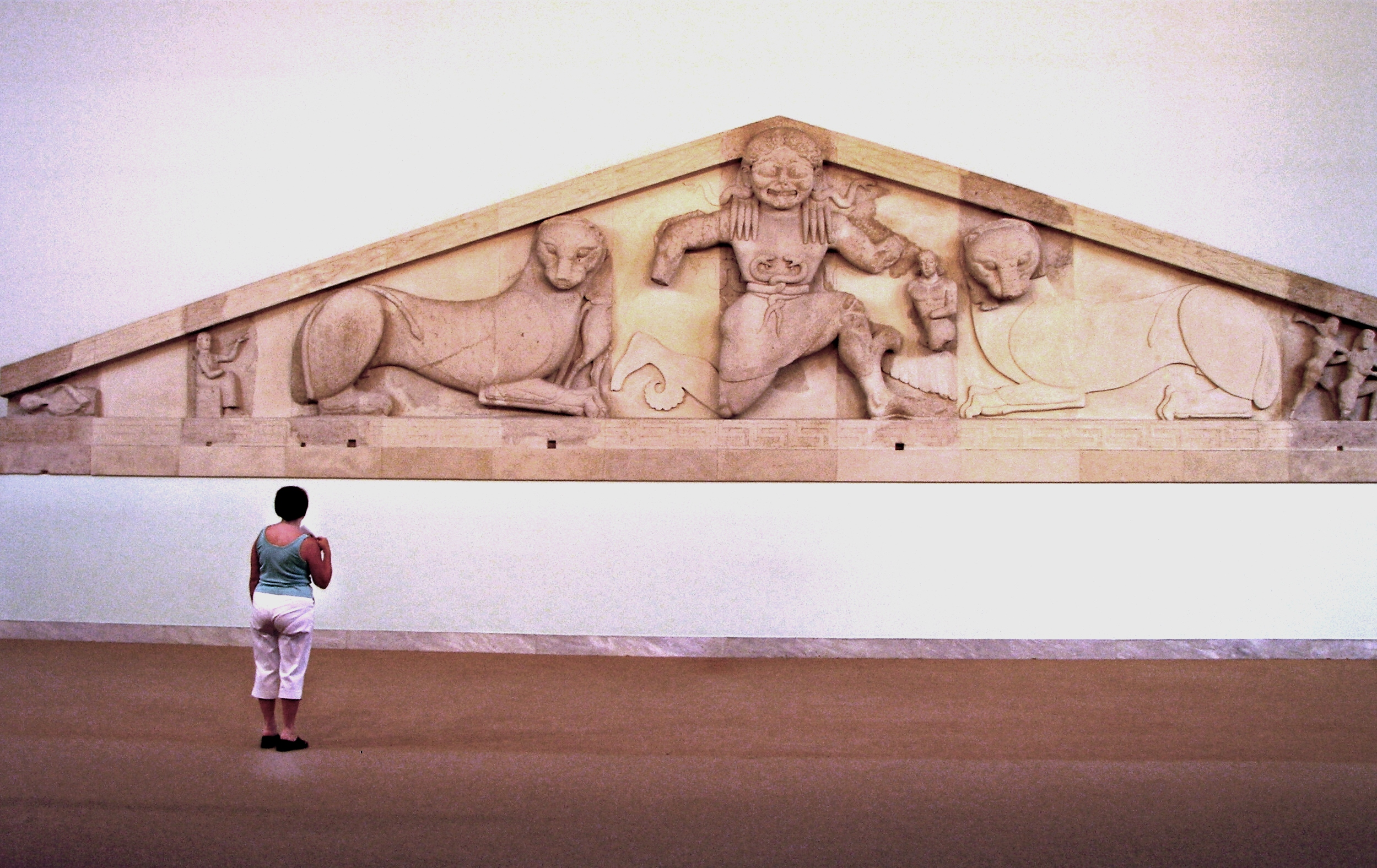
Frontão do templo de Atena na Córcira

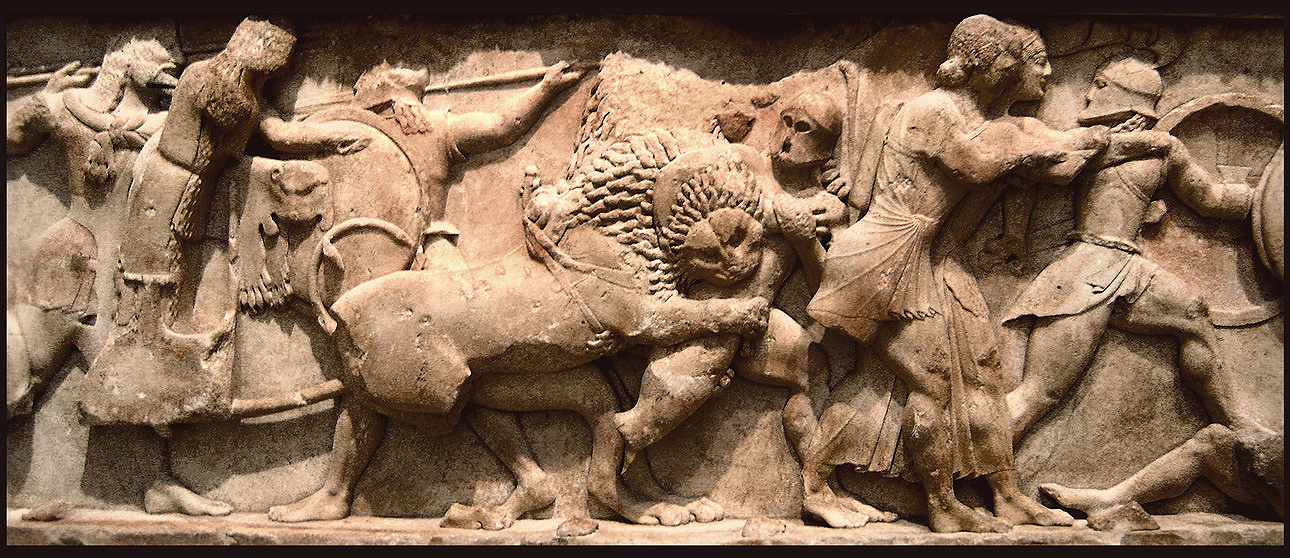
Detalhe do friso do Tesouro de Sifno, em Delfos, c.

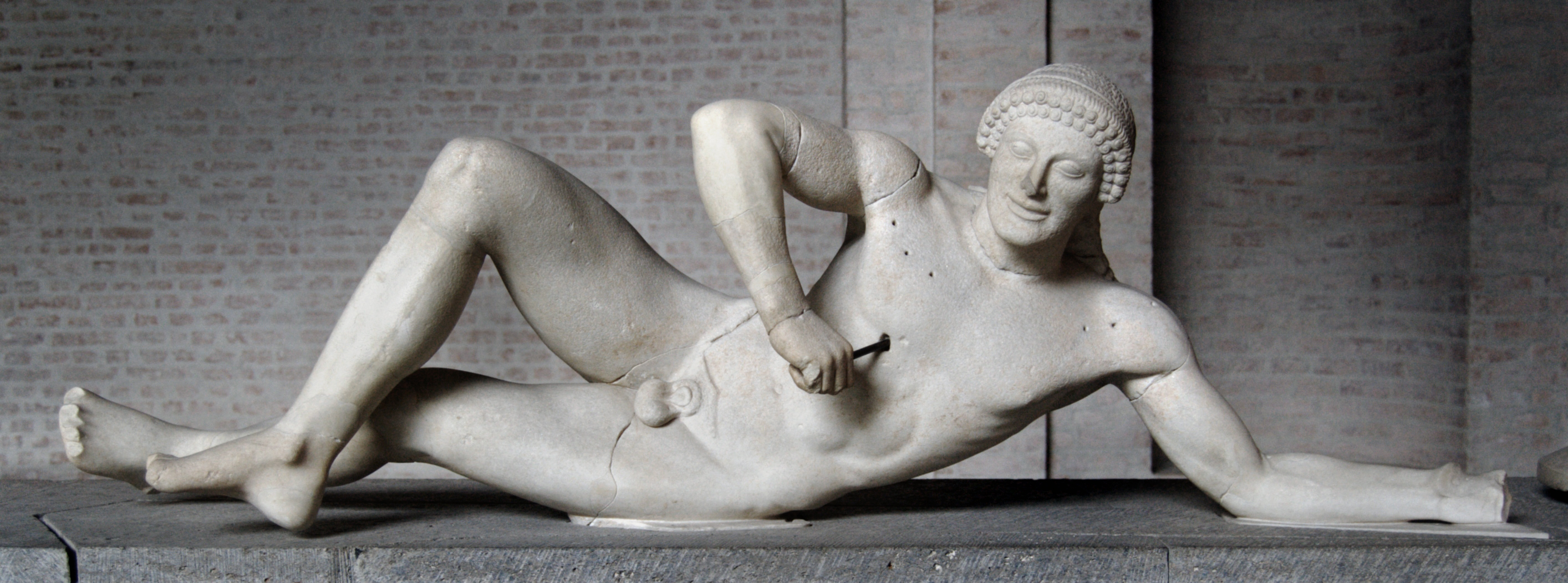
Guerreiro do frontão oeste do templo de Atena Afaia, em Égina, c.

Os materiais usados para isso eram variados, indo do bronze à terracota, passando pela pedra e pelo estuque, sempre coloridos com cores vivas. De acordo com as evidências disponíveis, parece que no período Orientalizante a preferência dos decoradores era pela instalação de grupos figurativos em partes mais acessíveis à visão, junto ao solo e nas paredes. Essa tendência subitamente se altera em torno de 630−600 a.C., quando os locais preferenciais passam a ser as partes superiores dos edifícios, como os frontões, métopes e acrotérios. O primeiro exemplar conhecido nessa nova prática é o santuário de Apolo Termo, na Etólia, que inaugura esse costume com grande riqueza e variedade, incluindo cenas mitológicas e uma profusão de figuras de animais e seres fantásticos como sereias, esfinges e górgonas. Entretanto, nem todos os templos recebiam decoração figurativa.
O exemplo desse santuário logo foi seguido em outras regiões, que iniciam também a exploração de outros usos para a escultura. Na colônia da Córcira se desenvolveram os antefixos com cabeças humanas e os escoadouros de água em forma de cabeças de animais, que logo chegaram a um nível de excelência na decoração do templo local dedicado a Hera, impressionante por seu friso contínuo composto de faces com olhos arregalados alternadas com leões de bocas abertas. Na altura da metade do século VI a.C. a decoração figurativa nos edifícios sacros já era uma prática comum por toda a Grécia, com exemplos importantes em vários locais, como nos santuários de Apolo em Égina, no de Hera em Olímpia, no de Ártemis em Éfeso e na Acrópole de Atenas, onde se ergueu uma gigantomaquia de dimensões colossais. Ao mesmo tempo se começava a aplicar soluções similares em construções civis.
Na fase arcaica tardia, são de especial interesse os frisos do Tesouro de Sífnos, no santuário de Apolo em Delfos, que mostram um grau de fluência compositiva e habilidade técnica muito avançados, que em muitos aspectos prefiguram a arte clássica. A derradeira e mais brilhante floração da escultura arquitetural arcaica são os frontões do Templo de Afaia em Égina, completados em torno de 500-480 a.C. Suas figuras são de enorme refinamento e elegância no acabado e nas linhas, e a variedade de posturas e soluções de movimento, o detalhamento da anatomia, e a sugestão de expressões emocionais diversificadas, apesar do invariável sorriso arcaico, introduzem notas de drama precursoras dos desenvolvimentos da arte psicológica do estilo Severo e do Helenismo. Seus conjuntos escultóricos são considerados uma das mais belas conquistas da arte grega de todos os tempos.

### Estátuas de culto e ex-votos
Intimamente associadas aos santuários e templos, as estátuas de culto eram parte vital da religião grega como veículos de comunicação entre as divindades e os homens. Uma multidão de tabus as cercava, e sua eficácia não dependia tanto de seus traços físicos — algumas era quase peças de material bruto — mas da complexa ritualística que exigiam. Algumas não podiam sequer ser vistas, outras dependiam de ritos especiais para sua revelação e de qualquer forma estavam sempre carregadas de profundo significado. Sua importância era tamanha que influíam, diretamente ou mediante seus oráculos, até mesmo em assuntos civis e militares de vasta repercussão, como nas guerras e alianças. Diversos relatos históricos referem intervenções sobrenaturais de estátuas de culto na iminência da decisão de algum ato coletivo crucial, e a captura das estátuas de culto de determinada cidade frequentemente acarretava consequências negativas para sua soberania.

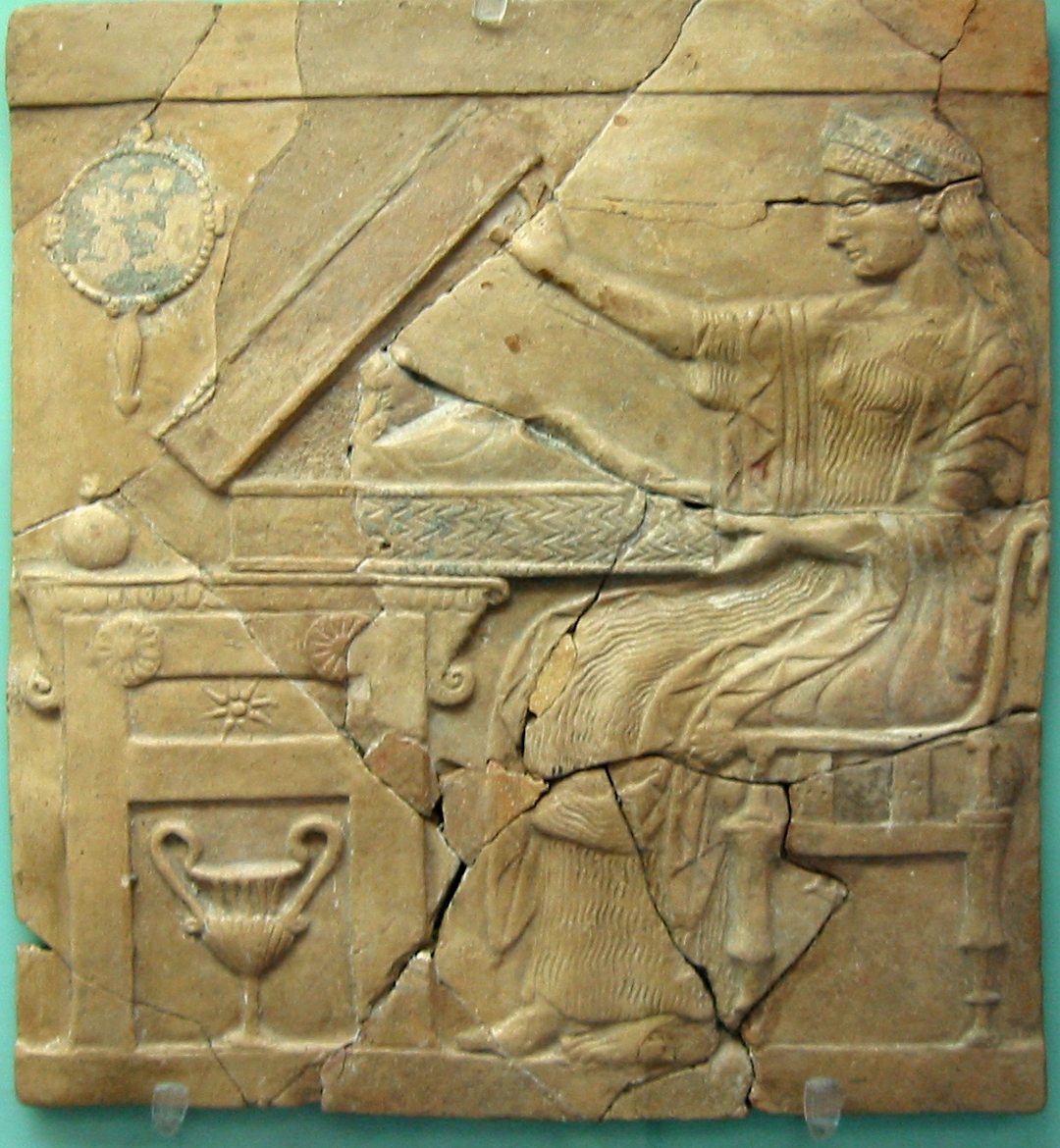
Pínax de Perséfone abrindo o Likon Mystikon, Calábria

Da mesma forma, a posse privada de alguma imagem de prestígio trazia grande influência social para seu possuidor, um traço cultural que foi consistentemente explorado pela aristocracia para se apropriar do carisma do poder divino e criar um maior distanciamento das massas. Muitas das estátuas de culto eram esculpidas na forma de kouroi e korai, e seu sorriso típico, nesse contexto, é interpretado por Jeremy Tanner como um espelho da estilização de toda a vida das elites e de sua auto-representação na forma de agalmata, objetos em que os deuses podiam se comprazer, já que a aristocracia referia a si mesma como geleontes, os sorridentes, distinguidos pelos deuses pela riqueza e prosperidade de que desfrutavam. Enquanto ex-votos, as estátuas monumentais associavam ainda mais diretamente a aristocracia ao mundo divino, já que apenas os ricos podiam encomendar uma imagem importante e a consagração de uma estátua implicava a consagração do ofertante. Ao mesmo tempo, os aristocratas monopolizavam o sacerdócio, e o acesso ao divino pelo povo comum estava na dependência de concessões e convenções decididas pela elite.
Mas nem todos os ex-votos tinham as dimensões avantajadas dos kouroi e korai. Existem relíquias esculturais de pequenas dimensões, documentando o culto popular, com uma diversidade de motivos, muitas vezes imitando objetos sacrificiais como bolos, pães e animais como galos, bois e pombos. Ex-voto muito comum era a forma da placa de madeira pintada com alguma cena piedosa ou mitológica, chamada de pinax, mas todas desapareceram pela fragilidade do material, salvo um punhado encontrado em Corinto, mas suas versões em terracota, marfim e pedra gravada em relevo ainda existem em número significativo, e sua grande maioria é dedicada a Asclépio. Tais imagens são fonte importante de conhecimento das práticas religiosas arcaicas.

### Outras formas
Bastante frequente na arte arcaica é a figura entronizada. Tipicamente, essa postura era reservada a divindades e personagens de alta estima. Estrabão afirma que nos tempos arcaicos imagens de culto de Atena eram representadas preferencialmente nesta posição, mas as relíquias que conhecemos, cerca de oitenta exemplares, via de regra não apresentam traços distintivos suficientes para que se possa identificar a deidade. Na origem do tipo sua grande maioria era de imagens femininas, as poucas masculinas podiam figurar Dionísio, magistrados ou heróis. No século VI a.C. o modelo se disseminou, representando figuras de ambos os sexos, sendo encontradas em uma variedade de contextos — fúnebres, votivos-religiosos e comemorativos.
Também interessante, ainda que limitada às regiões da Ática e sua dependência Delos, foi a tipologia das figuras equestres de grandes dimensões. Sua origem é obscura; os exemplos de estatuetas em bronze e terracota de tempos anteriores não sugerem uma descendência formal direta, antes parece que seu desenho derivou da pintura de vasos do início do século VI a.C. O tipo floresceu na Ática como reflexo da vida aristocrática de Atenas, onde diversas famílias da elite tinham em seus nomes componentes derivados de hippos, "cavalo", além do que o cavalo era um animal associado a Atena e a Posídon, os deuses que no mito fundador da cidade disputaram sua soberania, e por isso a representação de cavaleiros assumiu especial significado político e religioso na região. Um belo exemplo é o Cavaleiro Rampin, ilustrado em detalhe na abertura deste artigo. Finalmente, outras formas secundárias na escultura arcaica são as figuras de animais fantásticos como grifos e esfinges, ou reais como leões e cavalos, as estelas funerárias, as colunas comemorativas e alguns vasos com elementos esculturais.

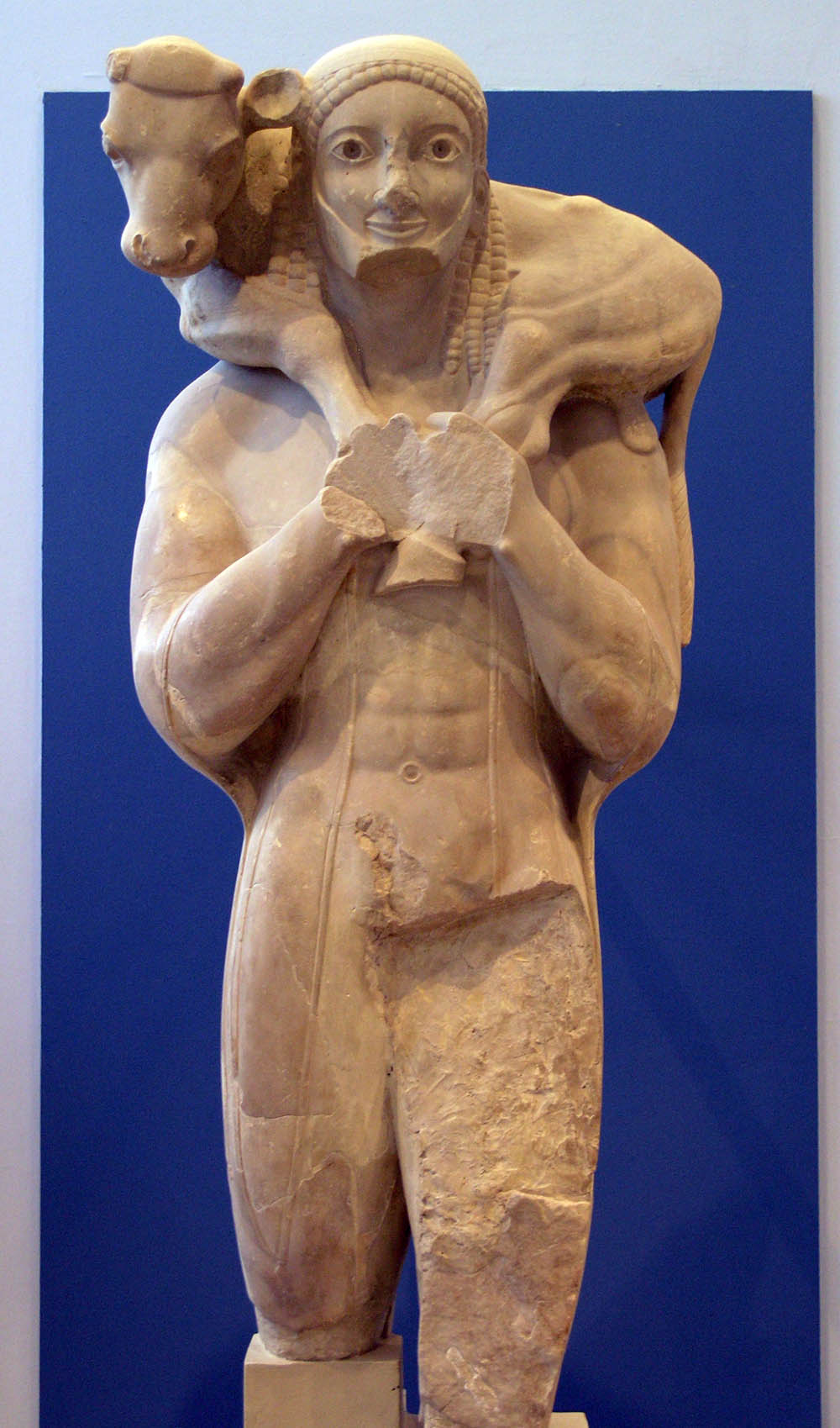
Kouros moscophoros, c. 560 a.C., Atenas. Provavelmente um ex-voto
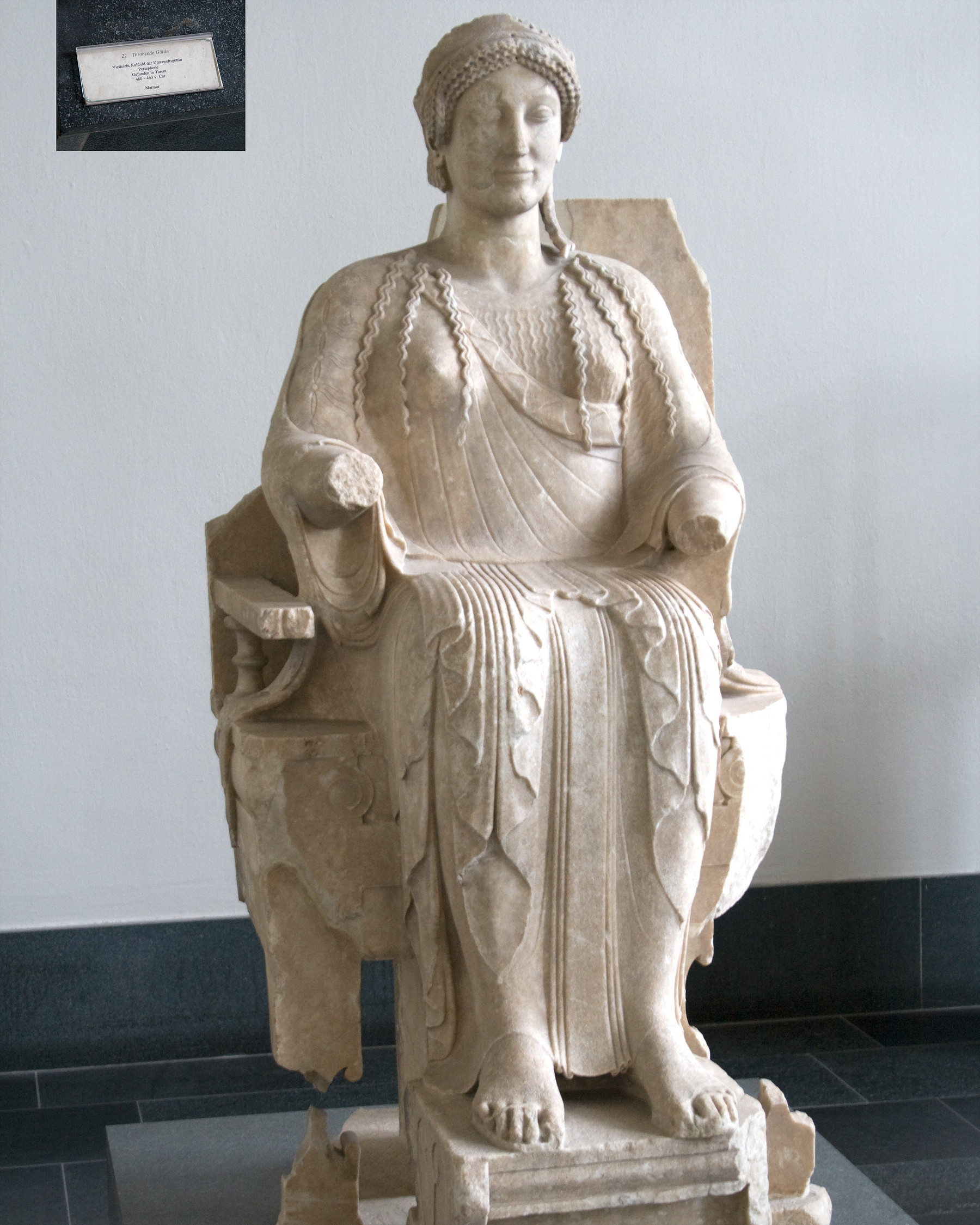
Perséfone entronizada, c. 460 a.C., Taranto. Exemplo tardio do estilo arcaico
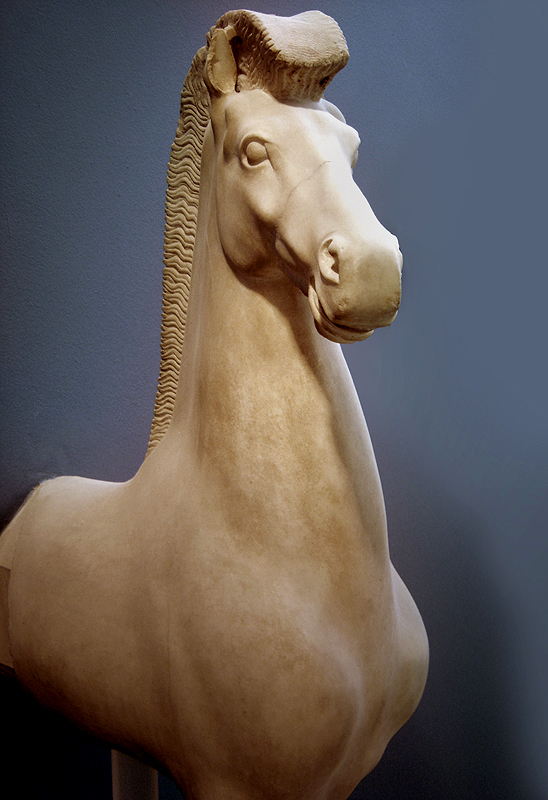
Cavalo, c. 515 a.C., Atenas
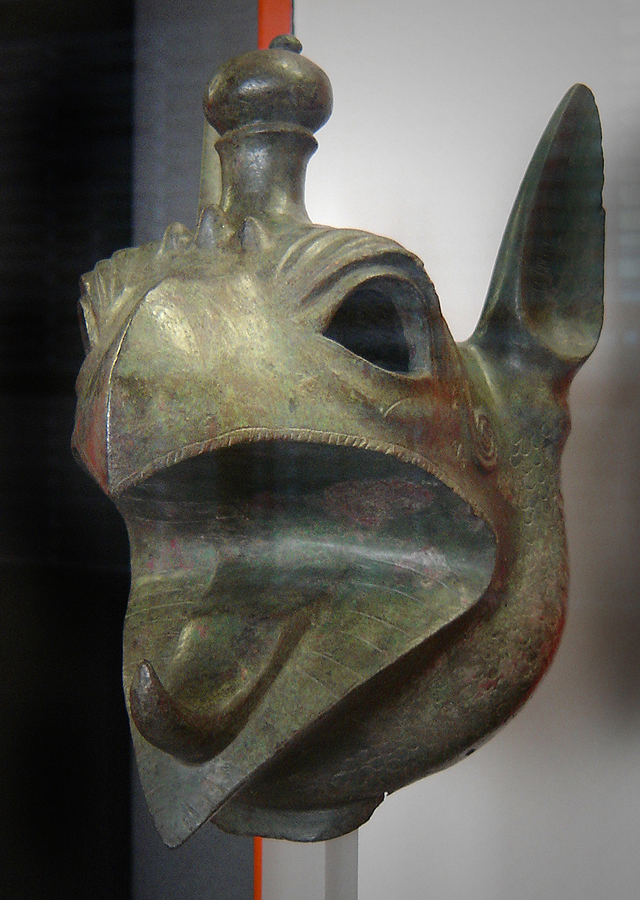
Cabeça de grifo, Delfos

## Artistas
São diversos os nomes registrados na literatura antiga de escultores do período Arcaico, mas da maior parte deles só sabemos o nome e alguma sucinta alusão sobre suas obras, quase todas desaparecidas, com raríssimas exceções. Do século VI a.C., são citados Butades, tido como o primeiro a modelar em terracota, uma arte que se diz ter sido levada para a Etrúria por Euquir, Díopo e Eugramo. Reco e seu filho Teodoro de Samos foram creditados por Pausânias como os inventores da fundição em bronze, contradizendo a pesquisa moderna; Glauco foi considerado o inventor da solda  e de Arquermo se diz que foi o primeiro a representar Nice e Eros com asas. Outros são Baticles, que fez um trono decorado com relevos e uma estátua de Ártemis; Cânaco, autor de duas grandes estátuas de Apolo; Endeu, Dipeno e Escílis, que a tradição diz terem sido discípulos do mítico Dédalo. Na passagem do século VI ao V a.C. se torna importante a Escola de Argos, com Ageladas como um de seus expoentes, celebrizado como autor de estátuas de atletas e como mestre de Fídias, Policleto e Míron. Nesta época também aparecem Antenor, a quem é atribuído o grupo dos Tiranicidas e uma kore preservada em Atenas, e Hegias, que Plínio aponta como um dos rivais de Fídias.

## Legado

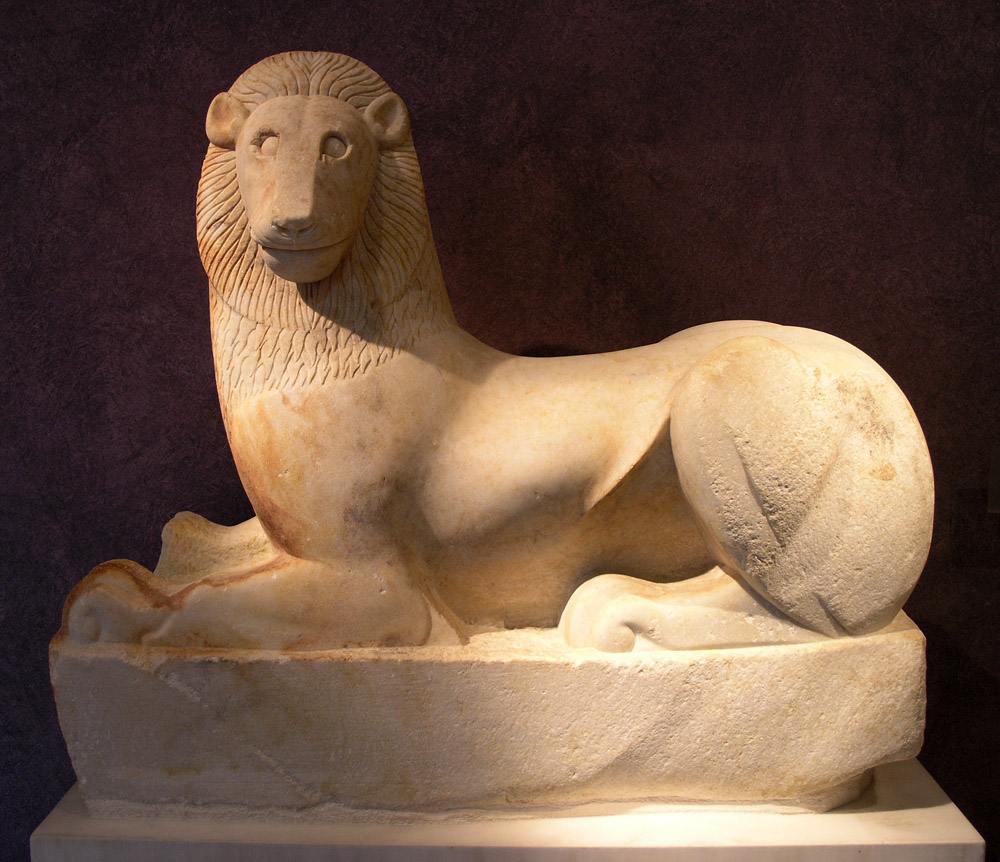
Leão da Porta Sagrada de Kerameikos, c. 590–, Atenas

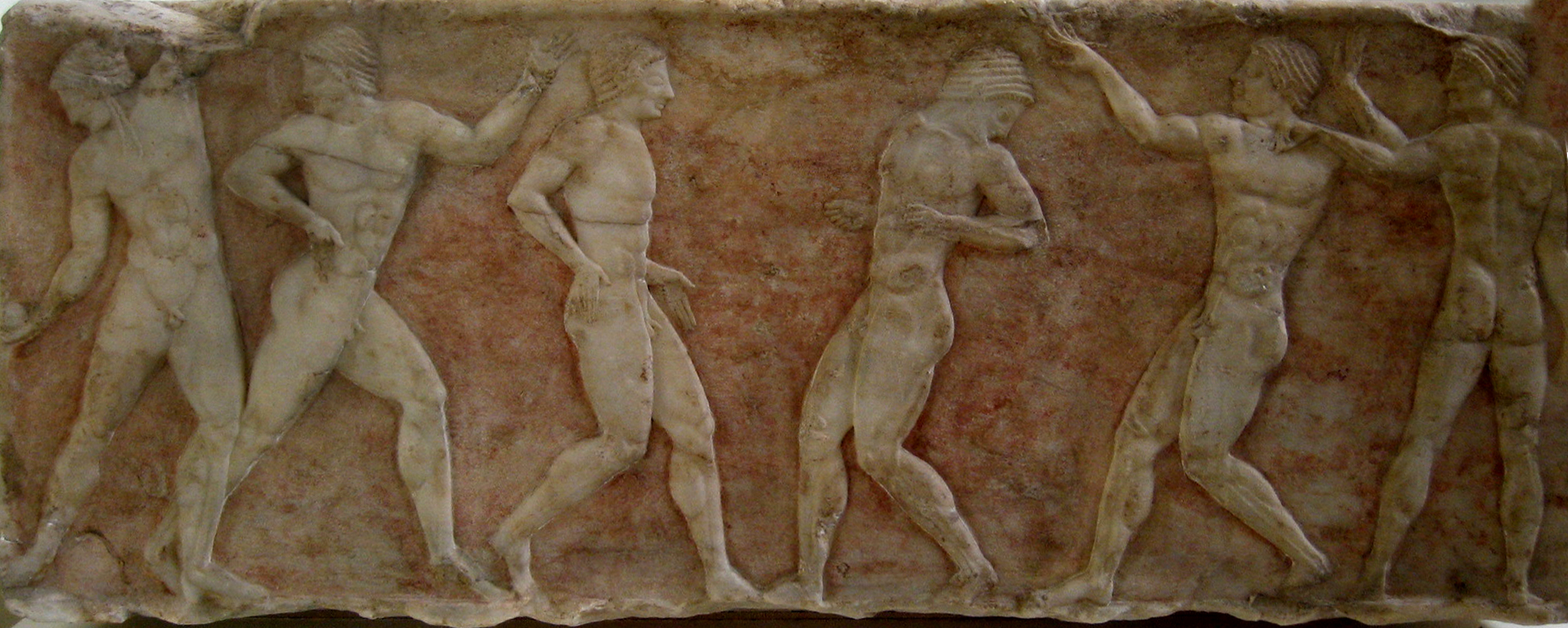
Base de estátua, c. Atenas

A influência do estilo arcaico se disseminou por outras regiões do Mediterrâneo. Sua absorção pelas colônias gregas foi um processo natural, mas ele também inspirou a formulação do estilo nacional etrusco de escultura na península itálica, onde foi adaptado ao contexto local, abandonando-se a pedra como material de eleição em favor principalmente da terracota, mesmo no caso da decoração arquitetural. Chipre, Fenícia e partes da Ásia Menor também aceitaram elementos da escultura arcaica em suas produções, com resultados distintos, nem sempre de alta qualidade. Da mesma forma, a Pérsia incorporou no século VI a.C. alguns traços gregos em seu estilo artístico.
O estilo arcaico dissolveu-se com o declínio da aristocracia e a ascensão democrática e burguesa, e com a alteração em alguns conceitos básicos sobre as funções e propriedades da arte principalmente no que dizia respeito à mímese, levando a uma rápida introdução de um naturalismo cada vez mais anatomicamente correto a partir das primeiras décadas do século IV a.C., mas seu apelo não desapareceu completamente para os escultores. Artistas clássicos como Míron ainda podiam produzir peças arcaizantes em torno de 450 a.C., e ao longo de toda arte clássica se encontrarão estátuas dessa feição, especialmente no terreno das estátuas de culto e das hermas, onde este estilo foi muitas vezes considerado mais adequado para emprestar à imagem uma aura divina pelos seus traços austeros e abstratos, distanciando-a do naturalismo da criação profana e decorativa. Pausânias, escrevendo no século II a.C., em pleno período helenístico, afirmou ter encontrado muitas obras arcaicas ainda em uso em santuários. O Helenismo, com seu historicismo e ecletismo, propiciou a ressurgência de tradições escultóricas antigas, formando-se pequenas escolas de escultura arcaizante para um público seleto, que incluía colecionadores romanos, inclusive o imperador Augusto.
Em tempos modernos, o primeiro reconhecimento do estilo arcaico aconteceu com a descoberta, em 1811, dos grupos esculturais do templo de Afaia em Égina, que foram levados para Munique e expostos em 1830. Seus descobridores entusiasmados os descreveram como apenas inferiores às relíquias do Partenon de Atenas, e exerceram uma certa influência na elaboração do Neoclassicismo local, mas o achado não causou repercussão mais vasta. Na década de 1840, já apareciam análises mais interessadas, e no fim do século XIX outros achados arcaicos contribuíram para um melhor conhecimento dessa arte, ainda que tendesse a ser vista como uma preparação ainda imperfeita para a produção clássica. Somente a partir dos anos 1920, as características típicas da escultura arcaica começaram a ser apreciadas, embora com algumas restrições. Com a multiplicação das pesquisas arqueológicas e dos estudos acadêmicos no fim do século XX, a história da Grécia arcaica passou a ser estudada em sua especificidade e a produção escultórica do período foi devidamente reabilitada tanto por seus méritos próprios como por ter sido o alicerce de uma longa e extremamente bem sucedida tradição, que influiu de maneira profunda e decisiva em toda arte do ocidente e de certas regiões asiáticas, e ainda como testemunho fidedigno da cultura que lhe serviu de fonte, sendo por isso peça de informação indispensável para a compreensão global daquele período.